# Hymenocyclus (protista)
Hymenocyclus es un género de foraminífero bentónico considerado un sinónimo posterior de Orbitoides de la subfamilia Orbitoidinae, de la familia Orbitoididae, de la superfamilia Orbitoidoidea, del suborden Rotaliina y del orden Rotaliida. Su especie tipo era Lycophris faujasii. Su rango cronoestratigráfico abarcaba el Cretácico superior.

## Clasificación
Hymenocyclus incluía a las siguientes especies:
- Hymenocyclus concameratus †
- Hymenocyclus cymbolum †
- Hymenocyclus faujasii †
- Hymenocyclus mantelli †
- Hymenocyclus papyraceus †
- Hymenocyclus patellaris †
- Hymenocyclus rugosus †
- Hymenocyclus umbo †